# Afrixalus laevis
Afrixalus laevis är en groddjursart som först beskrevs av Ahl 1930.  Afrixalus laevis ingår i släktet Afrixalus och familjen gräsgrodor. IUCN kategoriserar arten globalt som livskraftig. Inga underarter finns listade i Catalogue of Life.